# Juan de Aragón (arzobispo de Zaragoza)

Escudo del arzobispado de Zaragoza.

Juan de Aragón, nacido en Zaragoza c. 1492 y muerto en Madrid el 25 de noviembre de 1530, fue un religioso español, que fue arzobispo de Zaragoza desde 1520 hasta 1530.
Se conoce también como Juan II de Aragón, ya que en la archidiócesis zaragozana hubo otro arzobispo anterior del mismo nombre, Juan I de Aragón, Hijo ilegítimo de Juan II de Aragón y de una dama de la familia Avellaneda, que pontificó entre 1458 y 1475.
Era hijo de Alonso de Aragón (1470-1520), hijo natural de Fernando el Católico, que fue arzobispo de Valencia y de Zaragoza, y virrey del Reino de Aragón y, por tanto, nieto de aquel rey.

## Biografía
Juan fue secretario de su abuelo, el rey Católico, en la última parte del reinado de este, entre 1510 y 1516.[cita requerida]
En 1520, el rey Carlos I lo presentó al papa León X para que fuese promovido al arzobispado de Zaragoza, vacante tras la muerte de su padre Alonso, a pesar de que, tal como ocurriera en el caso paterno, Juan de Aragón solo había tomado la orden de diácono. Después de la pertinente autorización papal, tomó posesión de la dignidad arzobispal el 10 de junio de ese mismo año.
En la Corte arzobispal de Zaragoza, y bajo la protección de Juan de Aragón, comenzó a su carrera eclesiástica y cortesana su sobrino, el futuro San Francisco de Borja.
El 23 de marzo de 1523 llegó de visita a Zaragoza el papa Adriano VI, que permaneció varios días alojado en el Palacio de la Aljafería, y el arzobispo Juan de Aragón lo agasajó y organizó fastuosas fiestas durante la estancia del papa en la capital aragonesa.
Juan de Aragón convocó un sínodo diocesano en Zaragoza que, posteriormente, publicó impreso, así como un Breviarium Caesaragustanum (1528).
La muerte lo sorprendió en Madrid, donde se encontraba esperando instrucciones del emperador, de quien fue un leal colaborador en materia de gobierno y de religión.
Su cadáver fue trasladado a Zaragoza para ser sepultado en el presbiterio de la catedral del Salvador de Zaragoza (La Seo, o Catedral del Salvador).
| Predecesor: Alonso de Aragón | Arzobispo de Zaragoza 28 de marzo de 1520 - 25 de noviembre de 1530 | Sucesor: Fadrique de Portugal |

### Otros artículos
- Alonso de Aragón